# بيل هاجر
بيل هاجر هو سياسي أمريكي، ولد في 6 فبراير 1947 في بايبستون في الولايات المتحدة. نشط حزبياً في الحزب الجمهوري. وقد انتخب عضو مجلس نواب فلوريدا ‏.